# Leutasch
Leutasch – gmina w Austrii, w kraju związkowym Tyrol, w powiecie Innsbruck-Land. Według danych Austriackiego Urzędu Statystycznego liczyła 2272 mieszkańców (1 stycznia 2015).

## Współpraca
Miejscowość partnerska:
- Kahl am Main, Niemcy